# Лишано ди Колото (Асколи Пичено)
Лишано ди Колото (итал. Lisciano di Colloto) насеље је у Италији у округу Асколи Пичено, региону Марке.
Према процени из 2011. у насељу је живело 62 становника. Насеље се налази на надморској висини од 351 м.